# Saint-Aubin-sur-Loire
Saint-Aubin-sur-Loire is een gemeente in het Franse departement Saône-et-Loire (regio Bourgogne-Franche-Comté) en telt 323 inwoners (1999). De plaats maakt deel uit van het arrondissement Charolles.

## Geografie
De oppervlakte van Saint-Aubin-sur-Loire bedraagt 11,0 km², de bevolkingsdichtheid is 29,4 inwoners per km².
De onderstaande kaart toont de ligging van Saint-Aubin-sur-Loire met de belangrijkste infrastructuur en aangrenzende gemeenten.

## Demografie
Onderstaande figuur toont het verloop van het inwonertal (bron: INSEE-tellingen).